# Uduba schlingeri
Uduba schlingeri is een spinnensoort uit de familie Udubidae. De soort komt voor in Madagaskar.